# وزارة العلوم
وزارة العلوم أو قسم العلوم هي وزارة أو وكالة حكومية أخرى معنية بالعلوم. وغالبًا ما يرأس الوزارة وزير العلوم.
وتعرف في العديد من البلدان باسم وزارة العلوم أو وزارة العلوم والتكنولوجيا:
- وزارة العلوم والتكنولوجيا (البرازيل)
- وزارة العلوم والتكنولوجيا في جمهورية الصين الشعبية
- وزارة العلوم، والتكنولوجيا والإبداع في الدنمارك
- وزارة التعليم والعلوم والثقافة (أيسلاندا)
- وزارة العلوم والتكنولوجيا (الهند)
- وزارة العلوم والبحث والتكنولوجيا (إيران)
- وزارة التعليم والعلوم (مقدونيا)
- وزارة التعليم والثقافة والرياضة والعلوم والتكنولوجيا (اليابان)
- وزارة العلوم والتكنولوجيا (باكستان)
- وزارة التعليم والعلوم في الاتحاد الروسي
- وزارة العلوم والتكنولوجيا (كوريا الجنوبية)
- وزارة العلوم والتكنولوجيا (سري لانكا)